# HMS Dasher (D37)
El HMS Dasher (D-37) fue un portaaviones escolta de la Marina Real británica perteneciente a la clase Avenger, y uno de los más cortos de su tiempo.

## Diseño y descripción
Los portaaviones escolta de la clase Avenger fueron buques mercantes estadounidenses transformados en embarcaciones militares. Originalmente llamado Río de Janeiro, el HMS Dasher fue iniciado el 14 de marzo de 1940 por la compañía Sun Shipbuilding and Drydock y botado el 12 de abril de 1941 en Chester, Pennsylvania. El 2 de julio de 1942 fue transformado en portaaviones escolta en los astilleros Tietjen & Lang de Nueva Jersey y asignado a la Marina Real Británica.
El buque tenía 150,04 m de eslora, 20,19 m de manga y 7,09 m de calado. Desplazaba unas 8200 t. Su propulsión se basaba en cuatro motores diésel conectados a una única hélice que ejercían 8500 caballos de potencia, con los que podía alcanzar los 16,5 nudos (30,6 km/h).
En sus instalaciones para aeronaves tenía un combinado de puente-torre de control en su estribor, una catapulta de aviones y nueve cables de frenado. Su armamento defensivo se basaba en 3 cañones AA de 102 mm y 15 cañones antiaéreos de 20 mm. Tenía 555 tripulantes y capacidad para transportar 15 aviones, los cuales podían ser cazas como los F4F Wildcat o los Hawker Hurricane o aeronaves antisubmarinas como los Fairey Swordfish.

## Historial
El Dasher comenzó siendo un buque mercante llamado Río de Janeiro, transformado el 2 de julio de 1942 en portaaviones escolta y transferido a la Marina Real Británica como HMS Dasher. Participó en la Operación Torch, junto con su gemelo el HMS Biter, transportando el 804º escuadrón aéreo británico, compuesto por cazas Sea Hurricane. Realizó una serie de operaciones en el Mediterráneo y tras ello, en marzo de 1943, navegó hacia el río Clyde (Escocia) donde fue asignado como escolta de convoyes y equipado con torpederos Fairey Swordfish. Acompañó sin novedades a su primer convoy, pero poco después de haber iniciado la escolta del segundo, sufrió un problema en su sala de máquinas y tuvo que regresar a puerto. Cuando el buque se hallaba en las proximidades del estuario del río Clyde, sufrió una gran explosión interna que provocó su hundimiento.

### Hundimiento

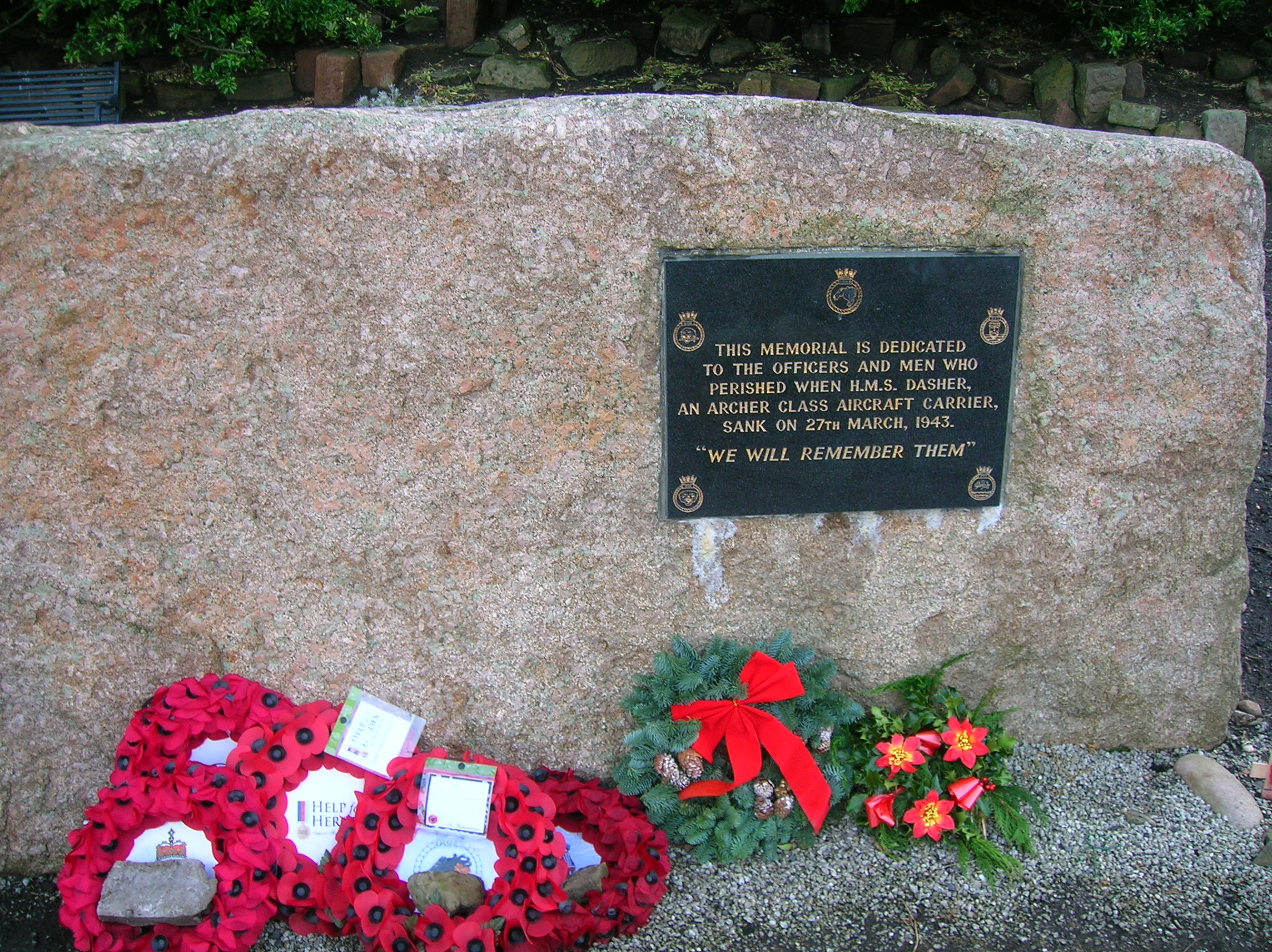
Monumento conmemorativo de la tragedia del HMS Dasher en Ardrossan, Escocia.

Las causas de la explosión y posterior hundimiento del HMS Dasher no están claras. Se han sugerido varias versiones, incluida una que argumenta la posibilidad de que uno de los aviones del HMS Dasher se estrellase contra su propia cubierta de aterrizaje prendiendo los gases filtrados de los tanques de gasolina del buque. De los 528 tripulantes del buque murieron 379 a pesar de la rápida asistencia desde los barcos cercanos y la operación de rescate que se realizó desde las ciudades de Brodick y Lamlash, en la isla de Arran, y desde Ardrossan y Greenock, en Escocia. Muchos escaparon del barco, pero la mayoría murieron de hipotermia o quemados entre las llamas. Muchos murieron por quemaduras en Ardrossan y Greenock.
Estados Unidos culpó a los pobres procedimientos empleados en el manejo del combustible en el buque, y el Reino Unido lo achacó al mal manejo y diseño de la estiba. Hubo datos a favor de ambos argumentos aunque, tiempo después, se redujo la cantidad de combustible almacenado en los buques gemelos al HMS Dasher (HMS Avenger, HMS Biter y HMS Charger) pasando de 88 000 galones a 36 000. En los buques de la armada norteamericana hicieron lo mismo, pero no tan drásticamente.
El gobierno británico, ansioso de evitar el daño moral, y cualquier atisbo de fallo en la construcción del resto de buques americanos, trato de encubrir el hundimiento. A la prensa local se le obligó a no hacer ninguna referencia a la tragedia y las autoridades enterraron los cuerpos de los fallecidos en un fosa común sin identificar. Sin embargo, familiares furiosos protestaron contra el gobierno y algunos cuerpos fueron devueltos a los familiares. A los supervivientes se les ordenó no hablar sobre lo ocurrido. En consecuencia, esta política provocó muchas críticas y ahora existen monumentos que honran la tragedia en las ciudades de Ardrossan y Brodick. Los restos del barco se encuentran a mitad de camino en la ruta del ferry que interconecta Ardrossan y Brodick y el lugar está protegido por la acta de Protección de Restos Militares.